# James R. Gaines
James R. Gaines (11 de agosto de 1947) es un periodista  estadounidense. Es autor y  consultor internacional de publicaciones. Es fundador y editor en jefe de medios de StoryRiver, una compañía de  contenidos multimedia basado en Washington D. C. y consultoría de empresa que implementa soluciones y herramientas para contar historias multimedia para gobierno corporativo, sin fines de lucro y clientes de medios avanzados.
Ha sido directivo de las revistas Time, Life, y People entre 1987 y 1996, y posteriormente fue directivo de Time Inc..